# Emil Brunner (Theologe)
Emil Brunner (* 23. Dezember 1889 in Winterthur; † 6. April 1966 in Zürich) war ein evangelisch-reformierter Schweizer Theologe. Er war ein früher Weggefährte Karl Barths und seiner dialektischen Theologie. Er wurde von Barth seit 1932 als Gegenspieler angesehen, weil er eine neue natürliche Theologie entwarf, die Barth damals entschieden ablehnte.

## Leben
Emil Brunner wurde als drittes Kind des Lehrers Heinrich Emil Brunner und der Pfarrerstochter Sophie, geb. Müller in Winterthur geboren, wuchs aber in Zürich-Enge auf. Sein Pate war Friedrich Zündel.
Neben einem weiteren Freund seines Vaters, Christoph Blumhardt, wurde er schon als Jugendlicher von Hermann Kutter geprägt und studierte Evangelische Theologie an den Universitäten Zürich sowie Berlin. Nach der Ordination 1912 wurde er Vikar in Leutwil (Aargau) und wurde 1913 an der Universität Zürich über Das Symbolische in der religiösen Erkenntnis zum lic. theol. promoviert. Anschliessend arbeitete er als Sprachlehrer in Great Yarmouth und Leeds, musste aber wegen des Ausbruchs des Ersten Weltkriegs in die Schweiz zurückkehren, wo er zunächst den Wehrdienst ableistete und anschliessend als Vikar an der Neumünstergemeinde tätig war. Nachdem ein erster Versuch zur Habilitation gescheitert war, wurde Brunner im Februar 1916 Pfarrer in Obstalden GL. Wie seine Freunde Karl Barth und Eduard Thurneysen war er zunächst ein Vorkämpfer der religiös-sozialen Bewegung.
Nachdem er 1919/20 auf Betreiben von Adolf Keller sein Studium am Union Theological Seminary in the City of New York fortgesetzt hatte, gelang Brunner 1921 doch die Habilitation an der Theologischen Fakultät der Universität Zürich mit der Schrift Erlebnis, Erkenntnis und Glaube. Nach zwei Jahren als Privatdozent wurde er 1924 als Nachfolger seines väterlichen Freundes Leonhard Ragaz zum Professor für Systematische und Praktische Theologie an der Universität Zürich berufen. Hier wirkte er über seine Emeritierung hinaus bis zu seinem Tod, unterbrochen durch Gastdozenturen am Princeton Theological Seminary (1938/39) und an der International Christian University in Tokio (1953–1955). 1942/43 amtierte er als Rektor der Universität.
Brunner war von 1917 bis zu seinem Tod mit der Zeichenlehrerin Margrit geb. Lauterburg (1895–1979) verheiratet – einer Nichte Hermann Kutters aus Bern, die später die Einbände für Brunners Bücher entwarf und ihm auch inhaltlich eine wichtige Gesprächspartnerin blieb. Das Ehepaar hatte vier Söhne, von denen der älteste Hans Heinrich Brunner (1918–1987) ebenfalls Theologe wurde.
Die Trauerfeier am 12. April 1966 im Fraumünster Zürich wurde von seinem Schüler Peter Vogelsanger mit einer Predigt über 2. Korinther 3 gehalten; auch Arthur Rich und EVP-Nationalrat Willy Sauser hielten eine Ansprache.
Er fand auf dem Friedhof Rehalp seine letzte Ruhestätte.

## Ökumenisches und politisches Engagement
Seit dem Studium war Brunner dem Christlichen Studenten-Weltbund verbunden und wurde so, früher als die anderen Vertreter der Dialektischen Theologie, zu einem Unterstützer der ökumenischen Bewegung. Er arbeitete seit 1934 in der Forschungskommission der Bewegung für Praktisches Christentum (Life and Work) mit und war eine der dominierenden Gestalten auf der Weltkonferenz von Oxford 1937. Auch bei der Gründungsversammlung des Ökumenischen Rates der Kirchen (ÖRK) 1948 hielt er einen Vortrag, fühlte sich dann aber von den Anhängern Barths ausgebootet und zog sich zurück. Seit 1949 arbeitete er als theologischer Berater des CVJM.
Von 1932 an war Brunner ein eifriger Parteigänger der Oxford-Gruppenbewegung, wandte sich aber wieder ab, weil deren Gründer und Führer Frank Buchman den Nationalsozialismus unterstützte. Brunner sah sich dagegen als Gegner jeder Art von Totalitarismus und engagierte sich in der «Geistigen Landesverteidigung». Nach 1945 führte dies zu einer konservativen Wendung, weil er nun vor allem den Antikommunismus betonte. Brunners naturrechtlich argumentierender sozialethischer Entwurf Gerechtigkeit (s. u.), der von seinem Schüler Eugen Gerstenmaier in die Programmdiskussionen eingebracht wurde, bildete eine wichtige Voraussetzung für die Gründung der CDU als einer aus Katholiken und Protestanten gebildeten Partei.

## Theologie

### Mitbegründer der Dialektischen Theologie
Brunner, der schon 1919 eine der ersten Rezensionen zu Barths Römerbrief verfasst hatte, zeigte sich in seiner Habilitationsschrift Erlebnis, Erkenntnis und Glaube als eigenständiger Vertreter der dialektischen Theologie. Von 1923 an gehörte er zu den regelmässigen Autoren der Zeitschrift Zwischen den Zeiten. Die 1924 erschienene Monographie Die Mystik und das Wort setzt sich mit der anthropozentrischen Theologie Friedrich Schleiermachers auseinander und diente so zur profilierenden Abgrenzung der Dialektischen Theologie. Auch die der Christologie gewidmete Monographie Der Mittler (1927) war noch ganz von der Betonung der Macht der Sünde geprägt.

### Die Kontroverse mit Karl Barth
Bald aber entwickelte Brunner diese Ansätze – teilweise gegen die Ansichten Barths – eigenständig weiter. In seinem Aufsatz Die andere Aufgabe der Theologie betonte er, dass die Theologie neben der dogmatischen Aufgabe (Verständigung «nach innen») auch eine «eristische» Aufgabe (Verständigung «nach aussen» im Gespräch mit Zweiflern, Ungläubigen und Andersgläubigen) habe. Sie soll «zeigen, wie durch das Wort Gottes die menschliche Vernunft teils als Quelle lebensfeindlichen Irrtums enthüllt, teils in ihrem eigenen unvollendbaren Suchen erfüllt wird». Dies brachte ihn in Die Frage nach dem ‹Anknüpfungspunkt› als Problem der Theologie dazu, (im Anschluss an Johannes Calvin) das Programm einer neuen theologia naturalis zu entwerfen. Hierzu unterschied er zwischen materialer und formaler Gottebenbildlichkeit. Während die erstere durch die Sünde völlig verloren ist, ist letztere erhalten geblieben, denn der Mensch trägt auch als Sünder Züge seines Menschseins an sich: Dazu gehören Vernunft, Wortmächtigkeit, formale Personalität, sein Selbstverständnis als Person, damit eine gewisse (allgemeinreligiöse) Gotteserkenntnis, das Wissen um ein göttliches Gesetz und das Gewissen, das sich allerdings als böses Gewissen manifestiert. Die formale Gottebenbildlichkeit eröffnet zwar keine Verbindung zu Gott, stellt aber für Gott, wenn er sich offenbaren will, einen Anknüpfungspunkt für sein Reden und Handeln dar. In Das Gebot und die Ordnungen (1932) baute er diesen Ansatz zu einer Ethik aus, die einerseits streng personalistisch orientiert ist und die Verantwortung des Menschen gegenüber seinem Nächsten betont, ihn andererseits aber auch in göttliche «Schöpfungs- und Erhaltungsordnungen» wie Ehe, Staat, Kultur und Wirtschaft gestellt sieht.
Als Barth 1932 in der Kirchlichen Dogmatik I/1 Brunner mit scharfen Worten angegriffen hatte, antwortete dieser 1934 mit Natur und Gnade. Zum Gespräch mit Karl Barth. Er kritisierte, dass Barth – gegen den Römerbrief (Kap. 1) und die reformatorische Tradition – jegliche natürliche Offenbarung und somit auch die göttliche «Schöpfungs- und Erhaltungsgnade» bestreite. Auf Karl Barths «Aktualismus» der Offenbarung lasse sich aber keine christliche Ethik gründen. Barth antwortete noch im selben Jahr mit dem Büchlein Nein! Antwort an Emil Brunner und kündigte Brunner darin die Weggenossenschaft auf.

### Weitere theologische Schwerpunkte

#### Unser Glaube
Nach seiner Wendung zur Anthropologie und Ethik verfasste Brunner Monographien zu fast allen Hauptthemen der Systematischen Theologie und fasste seine Theologie 1946–60 in einer dreibändigen Dogmatik zusammen. Sein verbreitetstes Werk war das für Laien geschriebene und in sechzehn Sprachen übersetzte Büchlein Unser Glaube (1935). Dabei geht es um zentrale Fragen christlicher Unterweisung, z. B. «Gibt es einen Gott?», «Ist die Bibel Gottes Wort?» und «Das Geheimnis Gottes». Für Brunner gibt es Gott nicht in dem Sinne, wie es andere Dinge in der Welt gibt, weil Gott kein Ding unter anderen ist, sondern die Bedingung und Ermöglichung der Welt. Er ist somit auch kein erkennbarer Wissensgegenstand. «Dass es einen Gott gibt, sagt uns die Vernunft, das Gewissen, die Natur mit ihren Wundern. Aber wer Gott ist, das sagen sie uns nicht. Das sagt uns Gott selbst in seiner Offenbarung.» Daher sind wir auf die Bibel angewiesen, durch die Gott zu uns spricht. Das «fleischgewordene Wort» ist Christus, der sagt, was Gott will. Dieser göttliche Wille ist unbedingt, was an seiner Heiligkeit und seinem Zorn deutlich wird. Der unbedingte Wille Gottes ist aber letztlich sein Liebeswille. Das vermeintlich paradoxe Zusammenhalten der zornigen und liebevollen Seiten Gottes ist notwendig, da Gott ein Geheimnis ist.

#### Das Gebot und die Ordnungen
Nach der Ethik Das Gebot und die Ordnungen war das nächste grundlegende Werk der Anthropologie gewidmet. In Der Mensch im Widerspruch (1937) fasste Brunner seine Lehre von der Gottebenbildlichkeit des Menschen (s. o.) im Gespräch mit der philosophischen und theologischen Tradition noch einmal zusammen.

#### Wahrheit als Begegnung
Mit dem Titel der 1938 als Buch erschienen Olaus-Petri-Vorlesungen Wahrheit als Begegnung lässt sich Brunners Theologie gut zusammenfassen. Er kritisiert ein Wahrheitsverständnis des christlichen Glaubens, welches an der griechischen Philosophie orientiert ist. Dort geht es um exklusive, «objektive» (im Gegensatz zu «subjektiven») Wahrheiten, die man aus der Offenbarung erschliessen zu können meint. Einen solchen Gegensatz zwischen Objektivismus und Subjektivismus möchte Brunner überwinden. Ihm geht es um eine persönliche Begegnung und Beziehung der Menschen zu Gott. Im Gegensatz zu Barth sind hier die Gewichte zwischen Gott und Mensch wechselseitig verteilt, denn Gott möchte sich zum Menschen in Beziehung setzen, er möchte nicht nur über ihn herrschen. Brunner spricht von einer Korrespondenz, einer Entsprechung. Der Glaube des Menschen (bei Brunner genannt: Pistis) ist dann die Initiative, die der Mensch einbringen kann. Brunner möchte die Vorherrschaft des Objektiven in der Kirchengeschichte zugunsten einer Mensch-Gott-Beziehung beenden, die nicht als Streben nach objektiven Wahrheiten oder das Für-wahr-Halten von kirchlich ausgegebenen Dogmen verstanden wird. An einer Beschreibung des Glaubensgeschehens zwischen den Polen von Objekt und Subjekt, Wahrheit und persönlichem Glauben ist er nicht interessiert. Wahrheit ereignet sich nur in der Beziehung von Gott und Mensch.

#### Offenbarung und Vernunft
Dieser Ansatz bestimmt auch sein Buch Offenbarung und Vernunft. Die Lehre von der christlichen Glaubenserkenntnis (1941), eine der wenigen neueren Monographien zum Thema der Offenbarung. Gegen die klassische protestantische Lehre von der Verbalinspiration der Bibel setzte Brunner ein Verständnis von Offenbarung als personaler Begegnung Gottes mit dem Menschen. Weil Offenbarung nicht Mitteilung von Lehre, sondern Geschichte ist, setze sich die geschichtliche Offenbarung (im Unterschied zur Ursprungs- oder Schöpfungsoffenbarung) nach der Mitte der Offenbarungsgeschichte in Jesus Christus im Zeugnis der Heiligen Schrift und der Kirche fort.

#### Gerechtigkeit
Mit dem Buch Gerechtigkeit. Eine Lehre von den Grundgesetzen der Gesellschaftsordnung (1943) nahm Brunner die Unterscheidung von Personalethos und Sachethos aus Das Gebot und die Ordnungen auf. Dem göttlichen Liebesgebot wird das Gesetz der Gerechtigkeit zugeordnet, das dem Ordnungswillen Gottes entspringt. Hier liegt für Brunner das relative Recht einer Naturrechtslehre, auch wenn er den Begriff des Naturrechts ablehnt. Die Verbindung von Pflichten und Rechten des Individuums wie der Gemeinschaft soll einen Ausgleich zwischen Individualismus und Kollektivismus (Totalitarismus) sichern, die Brunner als die Hauptgefahren der Zeit sieht. Die konkreten ethischen Aussagen empfehlen der Nachkriegsgesellschaft Europas eine föderal und funktional gegliederte Struktur, welche die Freiheitsrechte Eigentum, Arbeit und Bildung anerkennt. In seiner Skepsis gegenüber dem Kapitalismus zeigt sich Brunner vom Ordoliberalismus beeinflusst, von dem er auch (weitgehend neoliberal oder naturrechtlich) rezipiert wurde.

#### Das Missverständnis der Kirche
Grosse Beachtung fand auch Brunners Manifest Das Missverständnis der Kirche (1951), in dem er die ekklesia des Neuen Testaments kategorial von der Kirche als Organisation unterschied. Er lehnte zwar die Volkskirchen nicht ab, drängte aber darauf, dass die kirchlichen Institutionen, anstatt sich mit ihr zu identifizieren, der Gestaltwerdung der Ekklesia als «Christusgemeinschaft im Glauben und Bruderschaft in der Liebe» allenfalls dienen können und sie nicht hemmen sollen. Deshalb interessierte sich Brunner auch besonders für die Mukyōkai-Bewegung in Japan.

## Ehrungen und Rezeption
Brunner wurde von mehreren Universitäten mit Ehrendoktorwürden ausgezeichnet, u. a. von der Universität Münster, der University of Edinburgh (1931), der Princeton University (1946), dem Union Theological Seminary (1947) und der International Christian University in Tokio (1966). 1960 erhielt er das Grosse Bundesverdienstkreuz.
An der Universität Uppsala hielt er 1937 die Olaus-Petri-Vorlesungen, an der University of St Andrews 1947/48 die Gifford Lectures.
In der Aula der Universität Zürich steht seine von Werner Friedrich Kunz geschaffene Porträtbüste.
Anlässlich seines 50. Todestages fand am 12. September 2016 in Zürich eine Tagung mit dem Titel Emil Brunner – ein missverstandener Pionier statt. Unter den Referenten waren Frank Jehle, Alister McGrath, Konrad Schmid, Ralph Kunz und andere. Alister McGrath hatte die Tagung angeregt, nachdem er 2014 ein Buch über Brunner herausgebracht hatte. Er würdigte darin und an der Tagung seinen guten Umgang mit der reformierten Tradition, seinen theologischen Zugang zur Natur, seinen differenzierten Umgang mit Kultur, sein Kirchenverständnis (Gemeinschaft), sein Wahrheitsverständnis (Begegnung) und seinen zurückhaltenden Umgang mit der Trinität.

## Schriften (Auswahl)
- Das Symbolische in der religiösen Erkenntnis. Beiträge zu einer Theorie des religiösen Erkennens. 1914
- Erlebnis, Erkenntnis und Glaube 1921 (4. u. 5. Aufl. 1953)
- Die Grenzen der Humanität (Habil.vorles. Zürich), 1922
- Die Mystik und das Wort. Der Gegensatz zwischen moderner Religionsauffassung und christlichem Glauben, dargestellt an der Theologie Schleiermachers. 1924 (1928²)
- Reformation und Romantik. 1925
- Philosophie und Offenbarung. 1925
- Die Absolutheit Jesu. 1926 (1934³)
- Der Mittler. Zur Besinnung über den Christusglauben. 1927 (4. Aufl. 1947)
- Religionsphilosophie evangelischer Theologie. 1927 (1948²)
- Gott und Mensch. 4 Untersuchungen über das personhafte Sein. 1930
- Das Gebot und die Ordnungen. Entwurf einer protestantisch-theologischen Ethik. J.C.B. Mohr, Tübingen 1932 (4. Aufl. 1978).
- Meine Begegnung mit der Oxforder Gruppenbewegung. 1933
- Natur und Gnade. Zum Gespräch mit Karl Barth. 1934 (1935²)
- Um die Erneuerung der Kirche. Ein Wort an alle, die sie lieb haben. 1934
- Zur Judenfrage. In: Neue Schweizer Rundschau, 28. Jg. 1935, Heft 7
- Unser Glaube. Eine christliche Unterweisung. 1935 (14. Auflage 1981)
- Vom Werk des heiligen Geistes. 1935
- Die Kirchen, die Gruppenbewegung und die Kirche Jesu Christi. 1936
- Der Mensch im Widerspruch. Die christliche Lehre vom wahren und wirklichen Menschen. 1937 (5. Aufl. 1985)
- Eros und Liebe. Vom Sinn und Geheimnis unserer Existenz. 1937 (1952²)
- Wahrheit als Begegnung. 6 Vorlesungen über das christliche Wahrheitsverständnis. 1938 (3. Aufl. 1984)
- Saat und Frucht. 10 Predigten über Gleichnisse Jesu. 1938 (1948²)
- Die Machtfrage. 1938
- Bausteine geistigen Lebens. Ausschnitte aus den Werken von Emil Brunner. Hrsg. v. Ernst Hermann Müller-Schürich, 1939
- Ich glaube an den lebendigen Gott. Predigten über das altchristliche Glaubensbekenntnis. 1941 (1945²)
- Offenbarung und Vernunft. Die Lehre von der christlichen Glaubenserkenntnis. 1941 (2007²)
- Gerechtigkeit. Eine Lehre von den Grundgesetzen der Gesellschaftsordnung. 1943 (4. Aufl. 2002)
- Die politische Verantwortung des Christen. 1944
- Glaube und Ethik 1945
- Dogmatik I: Die christliche Lehre von Gott. 1946 (4. Aufl. 1972)
- Dogmatik II: Die christliche Lehre von Schöpfung und Erlösung. 1950 (3. Aufl. 1972)
- Dogmatik III: Die christliche Lehre von der Kirche, vom Glauben und von der Vollendung. 1960 (2. Aufl. 1964)
- Das Wort Gottes und der moderne Mensch (4 Vorlesungen). 1947
- Kommunismus, Kapitalismus und Christentum. 1948
- Der Römerbrief, übersetzt und ausgelegt. 1948 (1956²)
- Vom ewigen Leben. 1951²
- Das Missverständnis der Kirche. 1951 (3. Aufl. 1988)
- Fraumünster-Predigten. 1953 (1955²)
- Das Ewige als Zukunft und Gegenwart. 1953 (1965²)
- Das Ärgernis des Christentums. 5 Vorlesungen über den christlichen Glauben. Hrsg. v. Hans Heinrich Brunner, 1957 (3. Aufl. 1988)
- Gott und sein Rebell (Auszüge aus: Der Mensch im Widerspruch), kommentiert und hrsg. v. Ursula Berger-Gebhardt, 1958
- Fraumünster-Predigten. NF. 1965.
- Christentum und Kultur. Eingel. u. bearb. von Rudolf Wehrli. TVZ, Zürich 1979
- Ein offenes Wort. Vorträge und Aufsätze 1917–1962. Eingef. u. ausgew. von Rudolf Wehrli. TVZ, Zürich 1981